# Mats Karlsson (journalist)
Mats Karlsson, född Glaad 1972 i Karlskoga i Värmland, är en svensk journalist och musikproducent, baserad i Stockholm. Har släppt mängder av elektronisk musik och figurerat på danslistor både i Sverige och utomlands under diverse alter egon, bland andra Tale, Werkstadt och Loopium.
Han har varit redaktör för pryltidningen Gear, teknikredaktör på Slitz, redaktör för Amelia Man och är sedan augusti 2008 redaktör för CS Hemma, en månatlig prylbilaga till Computer Sweden.